# Tirana (hạt)
Hạt Tirana (tiếng Albania: Qarku i Tiranës) là một trong 12 hạt của Albania.  Hạt này gồm các huyện Kavajë và Tirana  còn thủ phủ là Tirana.
Hạt này có diện tích 1.586 km², dân số 601.565 người (2001) với mật độ dân số 379,3 người/km²
Về phía tây, hạt này có một đoạn bờ biển ngắn dọc theo biển Adriatic.  Hạt này giáp các hạt sau:
- Durrës: bắc
- Dibër: đông bắc
- Elbasan: đông nam
- Fier: nam